# Тешидор, Эмили
Эми́ли Тешидо́р-и-Виладека́с (кат. Emili Teixidor i Viladecàs; 22 декабря 1932, Рода-де-Тер, Каталония — 19 июня 2012, Барселона, Каталония) — каталонский педагог, журналист и писатель. Автор романов «Жар-птица» («L'ocell de foc»; этот роман стал одним из классических произведений каталонской детской литературы) и «Чёрный хлеб» («Pa negre», экранизированный в 2010 году кинорежиссёром Агусти́ Вильяро́нгой).